# Carmen Spiegel
Carmen Spiegel (* 1956) ist eine deutsche Sprachwissenschaftlerin.

## Leben
Von 1978 bis 1986 studierte sie an den Universitäten Mainz, Berlin (FU) und Mannheim. Nach der Promotion (1986–1992) an der Universität Mannheim war sie von 1993 bis 1996 wissenschaftliche Mitarbeiterin am Institut für Deutsche Sprache, Mannheim. Von 1996 bis 2001 war sie wissenschaftliche Mitarbeiterin an der Pädagogischen Hochschule Heidelberg. Nach der Habilitation (2001–2003) an der Universität Mannheim vertrat sie von 2003 bis 2007 Professuren an den Universitäten Dortmund und Duisburg-Essen, Campus Essen. Seit 2007 lehrt sie als Professorin für deutsche Sprache und ihre Didaktik an der Pädagogischen Hochschule Karlsruhe.

## Schriften (Auswahl)
- Streit. Eine linguistische Untersuchung verbaler Interaktionen in alltäglichen Zusammenhängen. Tübingen 1995, ISBN 3-8233-4839-6.
- Unterricht als Interaktion. Gesprächsanalytische Studien zum kommunikativen Spannungsfeld zwischen Lehrern, Schülern und Institution. Radolfzell 2006, ISBN 3-936656-27-4.
- mit Rüdiger Vogt (Hrsg.): Vom Nutzen der Textlinguistik für den Unterricht. Baltmannsweiler 2006, ISBN 3-8340-0141-4.
- mit Daniel Gysin (Hrsg.): Jugendsprache in Schule, Medien und Alltag. Frankfurt am Main 2016, ISBN 3-631-65706-4.